# Округ Типекану (Индијана)
Типекану (енгл. Tippecanoe County) је округ у америчкој савезној држави Индијана.

## Демографија
По попису из 2010. године број становника је 172.780, што је 23.825 (16,0%) становника више него 2000. године.
| Група             | 2000.           | 2010.           |
| Белци             | 128.653 (86,4%) | 138.855 (80,4%) |
| Афроамериканци    | 3.752 (2,5%)    | 6.913 (4,0%)    |
| Азијати           | 6.649 (4,5%)    | 10.730 (6,2%)   |
| Хиспаноамериканци | 7.834 (5,3%)    | 12.947 (7,5%)   |
| Укупно            | 148.955         | 172.780         |